# Erythroxylum mocquerysii
Erythroxylum mocquerysii är en tvåhjärtbladig växtart som beskrevs av A. Dc.. Erythroxylum mocquerysii ingår i släktet Erythroxylum och familjen Erythroxylaceae. Inga underarter finns listade i Catalogue of Life.